# Carl von Schubert

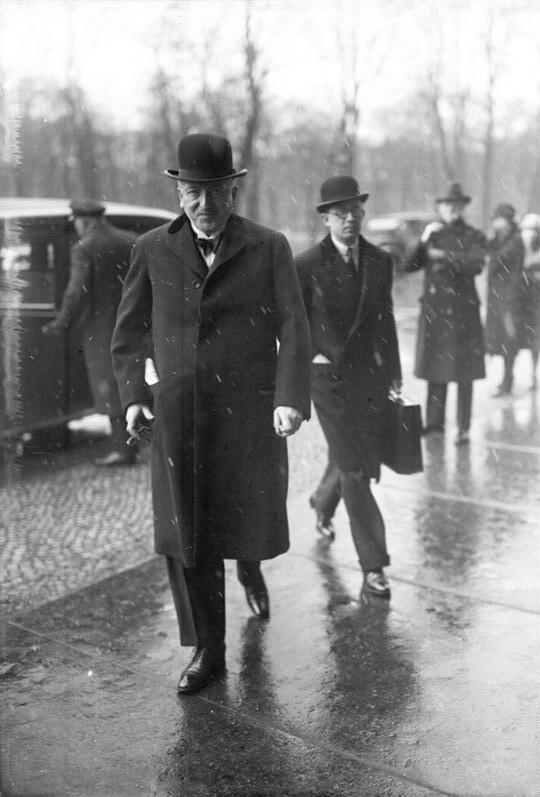
Carl von Schubert (1930)

Carl Theodor Conrad von Schubert (* 15. Oktober 1882 in Berlin; † 1. Juni 1947 in Trier) war ein deutscher Ministerialbeamter und Diplomat sowie von 1924 bis 1930 Staatssekretär im Auswärtigen Amt.

## Leben
Carl von Schubert war der Sohn des preußischen Generalleutnants Conrad von Schubert und dessen Ehefrau Ida Louise Henriette, geborene Freiin von Stumm. Von seinem Großvater mütterlicherseits, dem Saarindustriellen Carl Ferdinand von Stumm-Halberg, erbte er ein großes Vermögen. Schuberts Ehefrau Renata (1882–1961) war eine Tochter des Malers Ferdinand von Harrach.
Schubert studierte an der Rheinischen Friedrich-Wilhelms-Universität und wurde 1901 im Corps Borussia Bonn recipiert. Als Inaktiver wechselte er an die Friedrich-Wilhelms-Universität zu Berlin, die ihn 1904 zum Dr. iur. promovierte. 1906 trat Schubert in den Auswärtigen Dienst des Kaiserreiches. Er war unter anderem als Legationsrat an der Deutschen Gesandtschaft in Bern tätig, wo er in Zusammenhang mit der „Einschleusungsaktion“ der deutschen Regierung stand, die die Reise Lenins im plombierten Wagen ermöglichte.
In der Weimarer Republik leitete Schubert, ab 1921 Ministerialdirektor, zunächst die England-Amerika-Abteilung im Auswärtigen Amt. Seine pro-britische Arbeitshaltung in dieser Position brachte ihm unter anderem Anfeindungen durch Karl Radek ein, der Schubert einen „vulgären Anglophilen“ nannte. 1924 wurde Schubert schließlich vom damaligen Außenminister Gustav Stresemann als sein Staatssekretär ausgewählt. Er folgte auf diesem Posten seinem Freund Ago von Maltzan nach, der wie er selbst 1906 ins Amt eingetreten war. In der Funktion des Staatssekretärs war Schubert bis zu Stresemanns Tod 1929 einer von dessen engsten Vertrauten und ein maßgeblicher Mitträger von dessen Außenpolitik.
Neben Friedrich Gaus war er der wichtigste Ratgeber Stresemanns. In den fünf Jahren ihrer Zusammenarbeit nahm Schubert an zahlreichen internationalen Konferenzen, so an der Konferenz von Locarno, teil und gehörte er – neben Stresemann und Gaus – zu der dreiköpfigen deutschen Delegation beim Völkerbund in Genf. Als Hauptemissär der deutschen Regierung wirkte er 1929 in Chabarowsk maßgeblich an dem Zustandekommen des Waffenstillstandsabkommen im Sowjetisch-chinesischen Grenzkrieg mit. Stresemanns Nachfolger Julius Curtius ersetzte Schubert im Juni 1930 als Staatssekretär durch Bernhard Wilhelm von Bülow. Im selben Monat wurde Schubert von der Regierung Brüning als deutscher Botschafter beim Quirinal (italienische Regierung) in Rom entsandt. Im Jahr 1932 wurde er in den Ruhestand versetzt.
Abseits des Auswärtigen Amtes zählte Schuberts Haus in der Berliner Magarethenstraße in den 1920er Jahren zu einem der Mittelpunkte der „besseren Gesellschaft“ der Reichshauptstadt, in dem Schubert und seine Ehefrau Politiker, Diplomaten, Wirtschaftsführer und andere prominente Persönlichkeiten empfingen. Mit Kronprinz Wilhelm von Preußen war er gut befreundet. Die Urteile über Schubert fallen in der Mehrzahl positiv aus: So nennt Craig ihn zwar einen „etwas groben, methodischen und unbeweglichen Junker“. Mowrer attestiert ihm indessen, er sei „begabt“ gewesen.